# Odontode

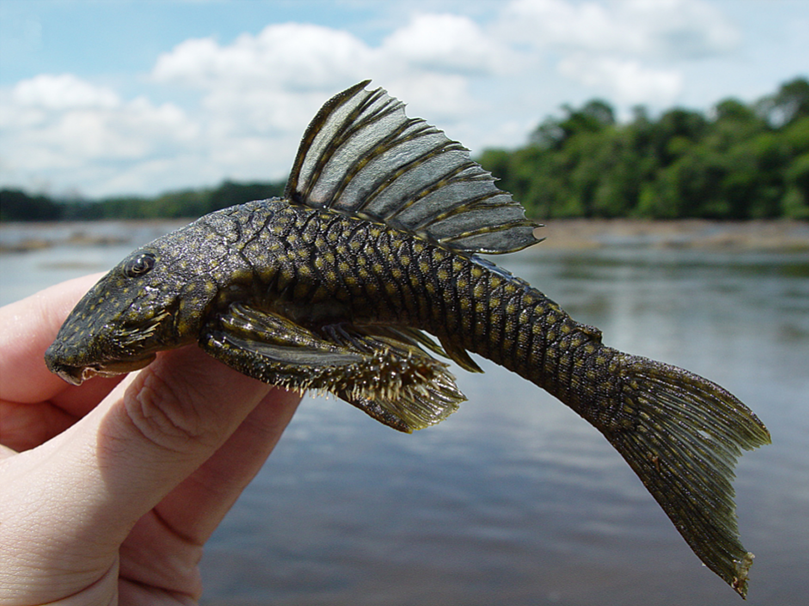
Chez ce poisson-chat de l'espèce Guyanancistrus longispinis, de nombreux odontodes sont bien visibles sur la tête et la nageoire pectorale.

Un odontode est un denticule de nature dentaire, une structure dermo-épidermique présente sur l'extérieur du corps ou près des ouvertures de conduits internes chez plusieurs groupes de poissons. Les odontodes sont homologues aux dents, et sont constitués de dentine et d'émail. Les dents sont parfois considérées comme des odontodes particuliers ayant investi la bouche (l'histoire évolutive des dents indique que la peau des Placodermes, groupe frère des Gnathostomes, possédait des odontodes disposés sur toute sa surface), mais une hypothèse alternative propose que les dents aient évolué avant les mâchoires, et que les odontodes soient donc des « dents extra-orales ».